# Мартинес, Рамон (питчер)
Рамо́н Ха́йме Марти́нес (исп. Ramón Jaime Martínez, родился 22 марта 1968) — доминиканский бейсболист, питчер, выступавший в Главной лиге бейсбола (МЛБ) с 1988 по 2001 год за три команды. За 13 лет карьеры в МЛБ Мартинес одержал 135 побед, в основном в составе «Лос-Анджелес Доджерс». Является старшим братом Педро Мартинеса, включённого в Зал бейсбольной славы. После завершения игровой карьеры работал старшим консультантом по Латинской Америке в «Балтимор Ориолс».

## Биография
Рамон Мартинес родился 22 марта 1968 года в провинции Санто-Доминго в семье, где помимо Рамона было ещё пять детей. Мартинес посещал доминиканский тренировочный лагерь «Доджерс» в Кампо-Лас-Пальмас. 1 сентября 1984 года Мартинес заключил профессиональный контракт с «Лос-Анджелес Доджерс» как свободный агент-любитель. 13 августа 1988 года он дебютировал в МЛБ в игре против «Сан-Франциско Джайентс». В дебютной игре Мартинес пропустил один ран, четыре хита в 7+2⁄3 иннингах, а «Доджерс» победили в 11-м иннинге. Первую победу в карьере Рамон одержал 29 августа 1988 года в игре против «Монреаль Экспос». В дебютном сезоне Мартинеса «Доджерс» выиграли Мировую серию, однако Рамон не принимал участия в играх плей-офф. В сезоне 1990 года Рамирес выиграл 20 игр, был выбран для участия в Матче всех звёзд, занял второе место по страйкаутам, а также второе место в голосовании на приз Сая Янга Национальной лиги. 14 июля 1995 года Мартинес сыграл ноу-хиттер против «Флорида Марлинс» в выигранном со счётом 7-0 матче. В восьмом иннинге уок Томми Грегга помешал Мартинесу провести совершенную игру. В начале сезона 1998 года Мартинес получил травму. За 11 сезонов в «Доджерс» он одержал 123 победы при 77 поражениях, с показателем ERA 3,45 и 1314 страйкаутами и пять раз выходил в стартовом составе команды в первый день сезона.
В 1999 году Рамон перешёл в «Бостон Ред Сокс», где воссоединился со своим братом Педро. В августе 1999 года Рамон начал выступать в основном составе команды, отыграв четыре старта с результатом 3–1 и ERA 3,05. Мартинес был менее успешен в сезоне 2000 года, одержав 10 побед при 8 поражениях и показателем ERA 6,03. После двух лет в «Ред Сокс» он снова подписал контракт с «Доджерс», но он был отчислен после весеннего тренировочного лагеря. Мартинес непродолжительное время играл за «Питтсбург Пайрэтс» в сезоне 2001 года, после чего завершил игровую карьеру.

## Семья
В то время когда Рамон был стартовым игроком «Доджерс», Мартинес неоднократно утверждал, что его младший брат Педро был более классным питчером, чем он сам. Тем не менее, руководство «Доджерс» посчитало, что антропометрические данные Педро не позволят ему добиться успеха на уровне МЛБ и он был обменян в «Монреаль Экспос». Педро выиграл три приза Сая Янга в «Экспос» и «Ред Сокс» и позднее включен в Зал бейсбольной славы в 2015 году. Мартинес и Педро в конечном итоге воссоединились как в «Бостон Ред Сокс» в 1999—2000 годах. В январе 2000 года когда Рамон вручал брату его вторую награду Сая Янга на торжественном ужине, Педро сказал ему: «В этом трофее твоих заслуг больше, чем моих». Рамон обучил его кёрвболу и чейнджапу, дал ему несколько советов о принципах питчинга и бейсбола. Педро Мартинес всегда отмечал вклад старшего брата в его бейсбольную карьеру:
«Мне нравится думать, что я человек, который знает, чего он хочет. Но и по сей день рядом со мной должен быть Рамон, и прежде чем что-то сделать, я спрашиваю его, что он думает по этому поводу. Я всегда буду равняться на него».
Ещё один младший брат Рамона, Хесус, также играл в бейсбол на профессиональном уровне в фарм-системе «Доджерс», однако дебютировать в МЛБ ему не удалось.